# Costa Sud de Ciutadella
Costa Sud de Ciutadella este o arie protejată (sit de importanță comunitară — SCI, arie de protecție specială avifaunistică — SPA) din Spania întinsă pe o suprafață de 1.123,51 ha, integral pe uscat.

## Localizare
Centrul sitului Costa Sud de Ciutadella este situat la coordonatele 39°56′00″N 3°54′06″E / 39.9334°N 3.9017°E.

## Înființare
Situl Costa Sud de Ciutadella a fost declarat arie de protecție specială avifaunistică în martie 2006 pentru a proteja 10 specii de animale. Situl a fost protejat și ca sit de importanță comunitară în iulie 2000.

## Biodiversitate
Situată în ecoregiunea mediteraneană, aria protejată conține 14 habitate naturale: Dune cu tufărișuri sclerofile Cisto-Lavenduletalia, Pante stâncoase calcaroase cu vegetație casmofită, Dune de pe litoral fixate cu Crucianellion maritimae, Pășuni mediteraneene udate de apa mării (Juncetalia maritimi), Tufărișuri halofile mediteraneene și termo-atlantice (Sarcocornetea fruticosi), Dune cu vegetație ierboasă Brachypodietalia cu specii anuale, Iazuri temporare mediteraneene, Dune mobile de-a lungul țărmului cu Ammophila arenaria („dune albe”), Phrygana endemică cu Euphorbio-Verbascion, Mlaștini calcaroase cu Cladium mariscus și specii de Caricion davallianae, Păduri de Olea și Ceratonia, Păduri de Quercus ilex și Quercus rotundifolia, Galerii și tufărișuri riverane sudice (Nerio-Tamaricetea și Securinegion tinctoriae), Faleze cu vegetație de Limonium spp. endemic de pe coastele mediteraneene.
La baza desemnării sitului se află mai multe specii protejate de  păsări (10): pasărea ogorului (Burhinus oedicnemus), ciocârlie-cu-degete-scurte (Calandrella brachydactyla), caprimulg (Caprimulgus europaeus), șoim călător (Falco peregrinus), Galerida theklae, acvilă pitică (Hieraaetus pennatus), gaia roșie (Milvus milvus), vultur egiptean (Neophron percnopterus), Phalacrocorax aristotelis desmarestii, silvie de tufiș (Sylvia undata).